# Windhoek-Rocky Crest
Rocky Crest ist eine Vorstadt bzw. Stadtteil der namibischen Landeshauptstadt Windhoek, in der Region Khomas. Der Stadtteil Windhoek-Rocky Crest befindet sich im Westen der Stadt. Er grenzt im Osten an den Stadtteil Windhoek-Tauben Glen und im Norden an Windhoek-Khomasdal.
Die Vorstadt grenzt im Norden an die namibische Hauptstraße C28 sowie im Osten an den Western Bypass. Im Süden und Westen verläuft die Otjomuise Road.
Im Westen von Rocky Crest fließt ein Trockenfluss bzw. Rivier vorbei. Der Flussverlauf läuft vom Südosten her kommend in Richtung Südwesten durch Windhoek-Otjomuise weiter und mündet in den Otjiseru, welcher selbst anschließend in den Swakop mündet.
In Windhoek-Rocky Crest befindet sich u. a. eine Kirche, eine Polizeistation sowie eine High School und eine Primary School.